# Adidas International 2002 - Doppio femminile
Il doppio femminile  del torneo di tennis Adidas International 2002, facente parte del WTA Tour 2002, ha avuto come vincitrici Lisa Raymond e Rennae Stubbs che hanno battuto in finale Martina Hingis e Anna Kurnikova per Walkover.

## Teste di serie
1. Lisa Raymond /  Rennae Stubbs (campionesse)
2. Kim Clijsters /  Ai Sugiyama (primo turno)

1. Conchita Martínez /  Caroline Vis (primo turno)
2. Martina Hingis /  Anna Kurnikova (finale)

## Tabellone

### Legenda
| - Q = Qualificato - WC = Wild card - LL = Lucky loser | - ALT = Alternate - SE = Special Exempt - PR = Protected Ranking | - w/o = Walkover - r = Ritirato - d = Squalificato |